# Albert Hirschman
Pour les articles homonymes, voir Hirschman (homonymie).
Albert Otto Hirschman (né le 7 avril 1915 à Berlin, sous le nom de Hirschmann, et mort le 10 décembre 2012) est un économiste initialement allemand, puis plus tard naturalisé américain, de formation multinationale et un socio-économiste hétérodoxe. Ses recherches pluridisciplinaires rendent difficile sa classification dans une des disciplines auxquelles il a contribué telles que l'économie, les sciences politiques ou la sociologie.

## Biographie
Hirschman est né à Berlin (Allemagne) de Carl et Hedwig Marcuse Hirschmann, dans une famille juive. Son père est un chirurgien connu. Il est le frère cadet de Ursula Hirschmann, qui deviendra la femme de Altiero Spinelli. Il fait ses études au Lycée français de Berlin où il reçoit une éducation classique (grec et latin). À 16 ans, il adhère aux Jeunesses socialistes du Parti social-démocrate (SPD) allemand avec lesquelles il s'opposera, parfois violemment, aux nazis. Après la prise de pouvoir d'Adolf Hitler, il poursuit son militantisme par des activités illégales de propagande.
En 1933, après le décès de son père, il quitte l'Allemagne pour la France, où il poursuit ses études supérieures à l'École des hautes études commerciales et à la Sorbonne, puis au Royaume-Uni à la London School of Economics. En 1936, il part en Espagne pour combattre dans les rangs de l'armée républicaine espagnole. Jusqu'en 1938, il étudie à l'université de Trieste, où il obtient son doctorat d'économie. Comme sujet de thèse, il avait apporté depuis la France un manuscrit qu'il traduit en italien et qu'il présente sous le titre Le franc Poincaré et sa dévaluation. Il s'engage dans l'opposition clandestine à Benito Mussolini. Contraint à l'émigration à cause des lois anti-juives, on le retrouve dans un groupe de volontaires allemands et italiens de l'armée française. Après la signature de l'armistice, il participe activement, avec le journaliste Varian Fry, à la protection et à l'exfiltration de personnes menacées par le régime de Vichy.
En décembre 1940, muni de faux papiers au nom d'Albert Hermant, établis à l'instigation de Juliette et Paul Cabouat, après avoir assisté Varian Fry à Marseille, il est lui-même obligé de fuir vers les États-Unis, où il obtient une bourse de recherche Rockefeller à l'université de Californie à Berkeley (1941-1943). En 1941, il épouse Sarah Chapiro, une spécialiste de philosophie et de littérature française d'origine russo-lithuanienne, avec qui il aura deux filles. Il devient citoyen américain en 1943. Par la suite, il revient en Afrique du Nord au service du commandement allié au sein de l'armée des États-Unis (1943-1946), puis travaille à la réserve fédérale (1946-1952) pour la reconstruction économique de l'Europe sous l'égide du Plan Marshall.
En 1952, il choisit de se rendre en Colombie pour être conseiller économique du Concejo de Planificacion Nacional puis, à partir de 1956, conseiller dans le privé. De retour dans le monde académique, il obtient des postes dans les plus grandes universités américaines : Yale (1956-1958), Columbia (1958-1964), Harvard (1964-1974) et au Institute for Advanced Study à Princeton (1974-1985).
En 1985, il prend sa retraite et est nommé professeur émérite.

## Recherches
La rencontre entre la politique et l'économie occupe une place de premier plan dans sa réflexion et son œuvre.
Durant les quelques mois où il réside en Italie à la fin des années 1930, il rédige une étude écrite en français sur les finances et l'économie italienne. Il y montre notamment, qu'en dépit d'une gestion habile de l'économie, la politique autarcique et la préparation de la guerre menée par le gouvernement italien ont eu pour conséquence une croissance hypertrophique du secteur public, des signes d'appauvrissement de la population et une asphyxie de l'appareil productif et financier.

### Rapports entre la puissance nationale et le commerce international
L’utilisation des relations économiques internationales comme instrument de puissance entre les États a constitué une des caractéristiques de la période précédant la Seconde Guerre mondiale. Partant de ce constat, Albert Hirschman se demande dans son ouvrage National power and the structure of foreign trade (1945) de quelle manière le système du commerce international peut être exploité « pour créer des rapports d’influence, de dépendance et même de domination ». Le pouvoir d'organiser et de régler le commerce extérieur devrait, selon Hirschman, être retiré à chaque nation, et conféré à une autorité supranationale ayant une mission de supervision et d’organisation des mécanismes du commerce mondial. S'il décriera plus tard ces propositions comme étant « ingénues », elles trouvent alors un écho dans les idées de fédéralisme européen qui se développent à cette époque.

### Économie du développement
En 1958, Hirschman publie un ouvrage sur l’économie du développement, The Strategy of Economic Development, qui sera l'un des textes fondateurs de ce nouveau champ de recherches. Il affirme la spécificité des pays en développement, ce qui le conduit à rejeter l'analyse économique standard pour étudier ces pays. Ce livre s'inscrit dans une trilogie dans laquelle Hirschman voulait célébrer, chanter l'épopée du développement, son défi, son drame, sa grandeur. En 1963 paraît ainsi Journeys Toward Progress puis en 1967, Development Projects Observed.
Dans son livre de 1958, il présente ses stratégies de développement économique. L'idée de croissance déséquilibrée, qui rencontra un vif intérêt parmi les pays en développement dans les années 1960, y est formulée. Hirschman voit dans la croissance une succession de déséquilibres, car la croissance se manifeste d'abord dans certains secteurs ou certaines régions, avant de s'étendre au reste de l'économie.

« Our aim must be to keep alive rather than eliminate the disequilibria of which profits and losses are symptoms in a competitive economy. If the economy is to be kept moving ahead, the task of development policy is to maintain tensions, disproportions, and disequilibria. That nightmare of equilibrium economics, the endlessly spinning cobweb, is the kind of mechanism we must assiduously look for as an invaluable help in the development process. »

— The Strategy of Economic Development, p.66
Il existe des liaisons entre les branches industrielles : dans le cas de liaisons en amont (backward linkages), la mise en place d'une industrie va créer une demande pour des intrants (ou input, par exemple l'industrie automobile a besoin d'acier) ; dans le cas de liaisons en aval (forward linkages), le produit d'une industrie peut devenir le facteur de production d'une autre industrie (le forage pétrolier permet la création d'une filière de pétrochimie). Hirschman préconise donc de concentrer les efforts d'investissement sur un nombre limité de secteurs, qui auront été sélectionnés pour leurs effets d'entraînement, afin de créer des pôles de croissance. Un secteur clé sera l'industrie lourde.
À l'époque, ce concept s'opposait à l'idée de croissance équilibrée prônée notamment par Rosenstein-Rodan, Nurkse, Arthur Lewis et Scitovsky (en).

### Économie politique
En 1970, il publie son ouvrage le plus connu, Exit, Voice, and Loyalty : Responses to Decline in Firms, Organizations, and States. Il montre que les individus ont à leur disposition trois choix lorsqu'ils sont mécontents :
- la réaction silencieuse (exit) : un consommateur insatisfait peut changer tout simplement de marque de produit ;
- le renoncement à l'action : le consommateur reste fidèle (loyalty) à la marque ;
- enfin, la protestation, prise de parole (voice) : la manifestation contre les mauvaises performances de l'entreprise concernée.

Les distinctions d'Hirschman permettent ainsi de penser les conditions d'émergence ou de non-émergence de l'action collective (analyse transférable en sociologie politique).
Au cours de ces analyses de la situation en Amérique latine, Albert Hirschman découvre l'importance des conflits sociaux pour qu'apparaisse un apprentissage des compromis politiques. À la différence des conflits religieux ou ethniques, les conflits sociaux laissent, de façon fragile, émerger l'art de la conciliation, les protagonistes pratiquant la délibération, la prise de parole, la participation.

### Sociologie politique
Dans Deux siècles de rhétorique réactionnaire (titre original : Rhetoric of reaction : perversity, futility, jeopardy), paru en 1991, et devenu un classique de la sociologie politique, Albert Hirschman propose une analyse des arguments réactionnaires développés principalement en France, en Angleterre et aux États-Unis, depuis la fin du XVIIIe siècle. Avec un certain pessimisme, il considère que chacune des principales étapes dans l'acquisition de nouveaux droits collectifs a été suivie de «contre-offensives idéologiques d'une force extraordinaire». Ces conflits violents ont entraîné le naufrage de nombreuses propositions de réforme.
La première thèse réactionnaire identifiée par Albert Hirschman est celle de l'effet pervers du changement (perversity) : pour les partisans de cette thèse, une révolution produit uniquement des effets funestes, pires que le mal qu'elle prétend guérir ; la liberté gagnée grâce au combat révolutionnaire se retourne en tyrannie. Ce type de raisonnement a été mobilisé pour la première fois à la suite de la Révolution française de 1789 par des  auteurs contre-révolutionnaires comme Edmund Burke et Joseph de Maistre ; il est réapparu sous de nouvelles formes par la suite.
La deuxième thèse réactionnaire est celle de l'inutilité du changement politique (futility) ; A. O. Hirschman  en attribue la paternité à Alexis de Tocqueville qui, en insistant sur les similitudes entre certaines structures de l'Ancien régime et des réformes mises en place par les révolutionnaires, suggère que la Révolution française était vaine, puisqu'elle n'a pas apporté de réelle transformation sociale. La formule d'Alphonse Karr en 1849, «plus ça change et plus c'est la même chose», condense cet argument réactionnaire.
Selon la troisième thèse réactionnaire, une nouvelle réforme mettrait en danger des droits conquis de haute lutte antérieurement et menacerait le consensus social (jeopardy). Elle a été mobilisée notamment dans l'Angleterre du XIXe siècle par les tories (les  conservateurs)  pour contrer leurs adversaires whigs ; « à chaque nouvelle proposition d'élargissement du suffrage ils proclamaient la ruine proche de la Constitution anglaise et des libertés traditionnelles par le pouvoir venu d'en bas ».

### Récompenses
Hirschman remporta de nombreux prix, dont celui de l'académie américaine des sciences, le prix Talcott Parsons pour les sciences sociales en 1983, le prix Toynbee en 1997-1998 et la médaille Thomas Jefferson de la société américaine de philosophie[réf. nécessaire].

## Influence
En 2007, le Conseil pour la Recherche en Sciences Sociales (Social Science Research Council) établit un prix annuel en l'honneur d'Hirschman.
En 2017, l'Institut de hautes études internationales et du développement (IHEID) de Genève (Suisse) crée le centre Albert Hirschman sur la démocratie, avec un soutien financier de la fondation Gnosis (Liechtenstein),.

## Publications
- 1945, National power and the structure of foreign trade, réed. 1980, Berkeley, University of California Press.
- 1958, The Strategy of Economic Development, New Haven, Yale University Press,  (ISBN 0300005598). Stratégie du développement, Paris, Les Éditions Ouvrières, 1974.
- 1961, Latin American issues; essays and comments, New York, Twentieth Century Fund.
- 1963, Journeys Toward Progress, New York, Twentieth Century Fund,  (ISBN 0837101069)
- 1967, Development Projects Observed, Washington, D.C., Brookings Institution,  (ISBN 0815736509)
- 1970, Exit, Voice, and Loyalty : Responses to Decline in Firms, Organizations, and States, Cambridge, MA, Harvard University Press. Face au déclin des entreprises et des institutions, traduction de Claude Besseyras, Éditions Ouvrières, 1972.  (ISBN 0674276604)
- 1974, Exit, Voice and Loyalty : Further Reflections and a Survey of Recent Contributions, Social Science Information 13 (February): 7–26.
- 1977, The Passions and the Interests: Political Arguments For Capitalism Before Its Triumph, Princeton, NJ, Princeton University Press,  (ISBN 0-691-01598-8). Les passions et les intérêts : justifications politiques du capitalisme avant son apogée, Paris, PUF, 1997  (ISBN 2130524311), réédité en 2001; édition poche 2011.
- 1982, Shifting involvement, private interest and public action (Bonheur privé, action publique), Paris, Fayard 1983; édition poche, Paris, Hachette, "collection Pluriel", 2006  (ISBN 2012792812) : Hirschman y explique les transitions entre la participation à la vie publique et le repli vers la sphère privée et réciproquement, par un mécanisme impliquant frustrations et déceptions.
- 1984, L'Économie comme science morale et politique, Paris, Le Seuil  (ISBN 2020068230)
- 1986, Vers une économie politique élargie, Paris, Minuit  (ISBN 2707310778)
- 1991, Deux siècles de rhétorique réactionnaire (ouvrage original : The Rhetoric of Reaction: Perversity, Futility, Jeopardy, Cambridge, MA, The Belknap Press of Harvard University Press.  (ISBN 0-674-76867-1) (cloth) and  (ISBN 0-674-76868-X) (paper)), Paris, Fayard, 1991.
- 1995, Défection et prise de parole, Paris, Fayard, 1995  (ISBN 2213592381)
- 1995, A propensity to self-subversion, Cambridge, Mass., Harvard University Press. Un certain penchant à l'autosubversion, Paris, Fayard, 1995  (ISBN 2213594422)
- 1997, La Morale secrète de l'économiste, (entretiens), Paris, Les Belles-Lettres  (ISBN 2251441107)
- 2011, Exit, voice, loyalty. Défection et prise de parole, Bruxelles, Éditions de l'Université de Bruxelles  (ISBN 978-2-8004-1503-1)